# 빙봉협: 중생지문
빙봉협: 중생지문(冰封俠: 重生之門, Iceman Cometh 3D)은 홍콩에서 제작된 나영창 감독의 2014년 액션, 판타지, 코미디 영화이다. 견자단 등이 주연으로 출연하였고 황젠신 등이 제작에 참여하였다.

## 출연

### 주연
- 견자단
- 황성의
- 임달화
- 왕바오창
- 장사민

### 조연
- 유항
- 임설
- 싱 하르티한 비토
- 호요휘
- 노해붕
- 진위
- 진호민
- 앤드류 다즈
- 하패유
- 우교
- 하화초
- 존 살비티
- 전계문
- 최위
- 황위량
- 황문혜
- 엄화

## 제작진
- 음향: 크리스 구디스